# Buchs, Luzern
Buchs är en ort i kommunen Dagmersellen i kantonen Luzern i Schweiz. Den ligger cirka 26,5 kilometer nordväst om Luzern. Orten har 397 invånare (2023).
Orten var före den 1 januari 2006 en egen kommun, men inkorporerades då tillsammans med Uffikon i kommunen Dagmersellen.